# Albawings
Albawings è una compagnia aerea low cost albanese con sede a Tirana e nodo operativo presso l'aeroporto Internazionale di Tirana-Nënë Tereza.

## Storia
Albawings è stata fondata nel febbraio 2015. La compagnia ha ottenuto il certificato di operatore aereo (COA) dall'Autorità per l'aviazione civile albanese il 4 febbraio 2016. Il primo aereo, un Boeing 737-500, con il quale Albawings ha iniziato le operazioni nell'ottobre dello stesso anno, è stato battezzato "Spirit of Tirana".
Il secondo aereo è stato consegnato l'11 dicembre. Si trattava di un Boeing 737-400  noleggiato, immatricolato 9H-AMW, di proprietà Cardiff Aviation. Prendeva il nome Sir Norman Wisdom, un attore molto popolare per gli albanesi, principalmente per il ruolo di Mr. Pitkin, durante il regime di Enver Hoxha.

## Destinazioni
La società utilizza l'aeroporto di Tirana come base principale, da cui serve più di dieci città italiane, tre tedesche (Amburgo, Düsseldorf, Francoforte), una britannica (Londra) e New York (via Milano Malpensa) tramite accordi con Neos Air.

### Accordi di code-share
Il 16 giugno 2022, Albawings ha stretto accordi di code-share con la compagnia italiana Neos Air per la tratta Milano-Tirana.

## Flotta

### Flotta attuale

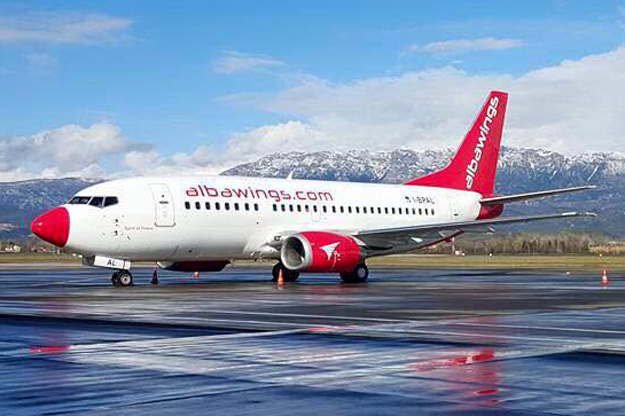
Il Boeing 737-500, il primo aereo della compagnia.

A gennaio 2024 la flotta di Albawings era così composta:

### Flotta storica
Albawings operava in precedenza con i seguenti aeromobili:
- 2 Boeing 737-400
- 1 Boeing 737-500